# Giancarlo Corsetti

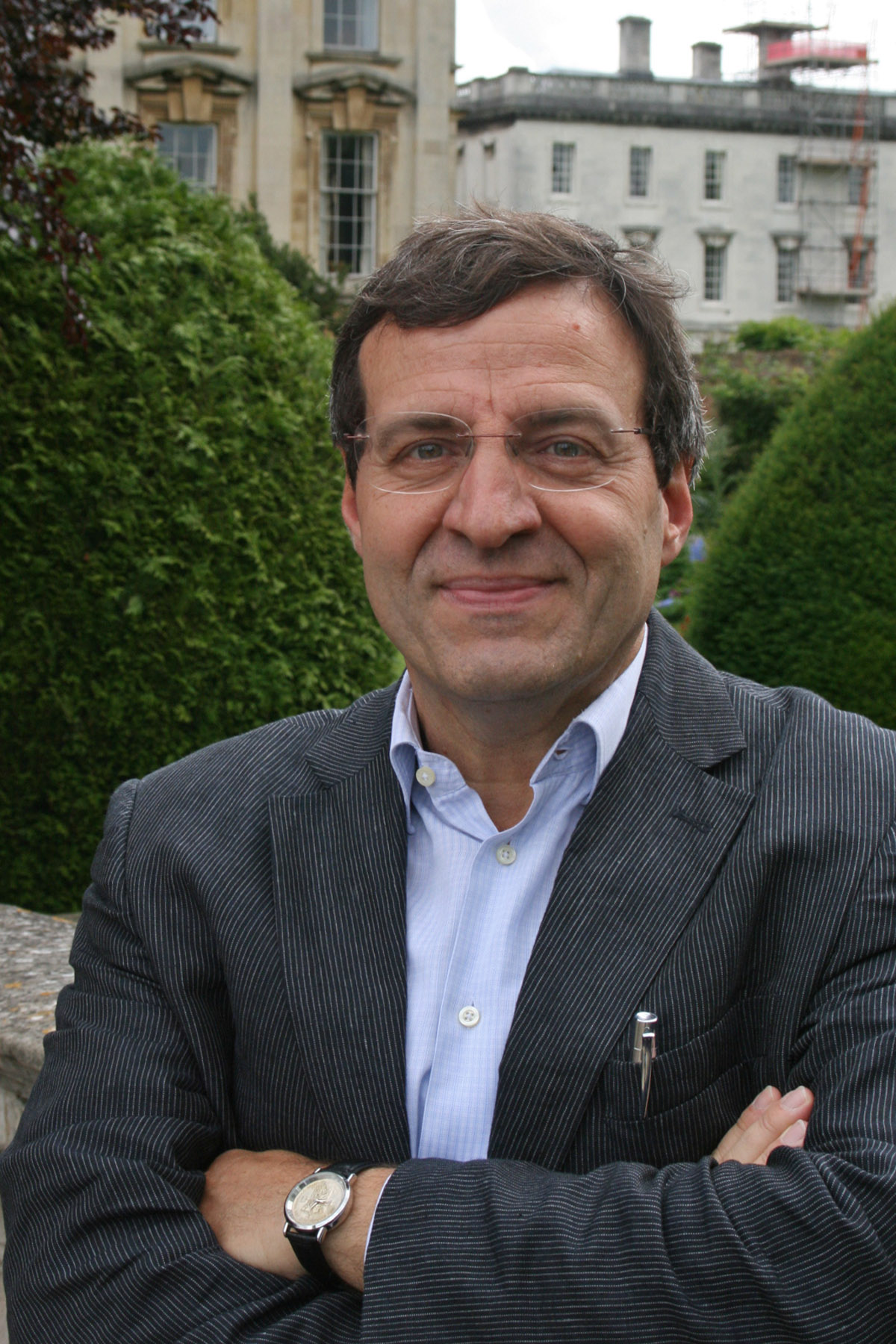
Giancarlo Corsetti

Giancarlo Corsetti (* 3. Februar 1960) ist ein italienischer Nationalökonom und Professor für Makroökonomik an der Universität Cambridge, sowie Fellow am Clare College. Ehemals besetzte er akademische Positionen am European University Institute in Florenz, an der Universität Rom III sowie an den Universitäten Bologna, Yale und Columbia.

## Leben
Giancarlo Corsetti absolvierte ein Grundstudium der Wirtschaftswissenschaften an der Università degli Studi di Roma Sapienza, (Italien), bevor er im Jahr 1988 einen MA in Economics an der New York University erhielt. Anschließend promovierte er zum Thema Uncertainty, Policy and Growth an der Yale University, wo ihm 1992 der PhD verliehen wurde.
2020 wurde Corsetti in die British Academy gewählt.

## Veröffentlichungen

### Bücher
- Financial Markets and European Monetary Cooperation. The Lessons of the 1992-93 ERM Crisis, mit Willem Buiter and Paolo Pesenti. Cambridge University Press, New York NY / Cambridge UK 1998

### Artikel
- What Drives US Foreign Borrowing? Evidence on the External Adjustment to Transitory and Permanent Shocks, mit Panagiotis T. Konstantinou. American Economic Review, 2012, 102(2) pp 1062–92.
- International Risk Sharing and the Transmission of Productivity Shocks, mit Luca Dedola und Silvain Leduc. The Review of Economic Studies, 2008, 45 pp 443-473.
- The Simple Geometry of Transmission and Stabilization in Closed and Open Economies, mit Paolo Pesenti. In NBER International Seminar on Macroeconomics 2007, 2007, pp 65-116.
- Twin Deficits: squaring theory evidence and common sense, mit Gernot Mueller. Economic Policy, 2006, 48 pp 597–638.
- Openness and the case for flexible exchange rates, Research in Economics, 2006, 60 pp 1–21.
- International Lending of Last Resort and Moral Hazard: a model of IMF’s catalytic finance, mit Bernardo Guimaraes und Nouriel Roubini. Journal of Monetary Economics, 2006, 53 pp 441–471.
- Productivity spillovers, terms of trade and the home market effect, mit Philippe Martin und Paolo Pesenti (February 2005). CEPR DP 4964, NBER WP 11165. Journal of International Economics.
- Paper tigers? A model of the Asian crisis, mit Paolo Pesenti und Nouriel Roubini. European Economic Review, 1998, 43(7) pp 1211-1236.
- European versus American Perspectives on Balanced-Budget Rules, mit Nouriel Roubini. American Economic Review, 1996, 86(2) pp 18-36.